# Bla (krets)
Bla är en krets i Mali.   Den ligger i regionen Ségou, i den södra delen av landet, 240 km öster om huvudstaden Bamako. Antalet invånare är 283 663.